# Ludwig Georg Karl Pfeiffer

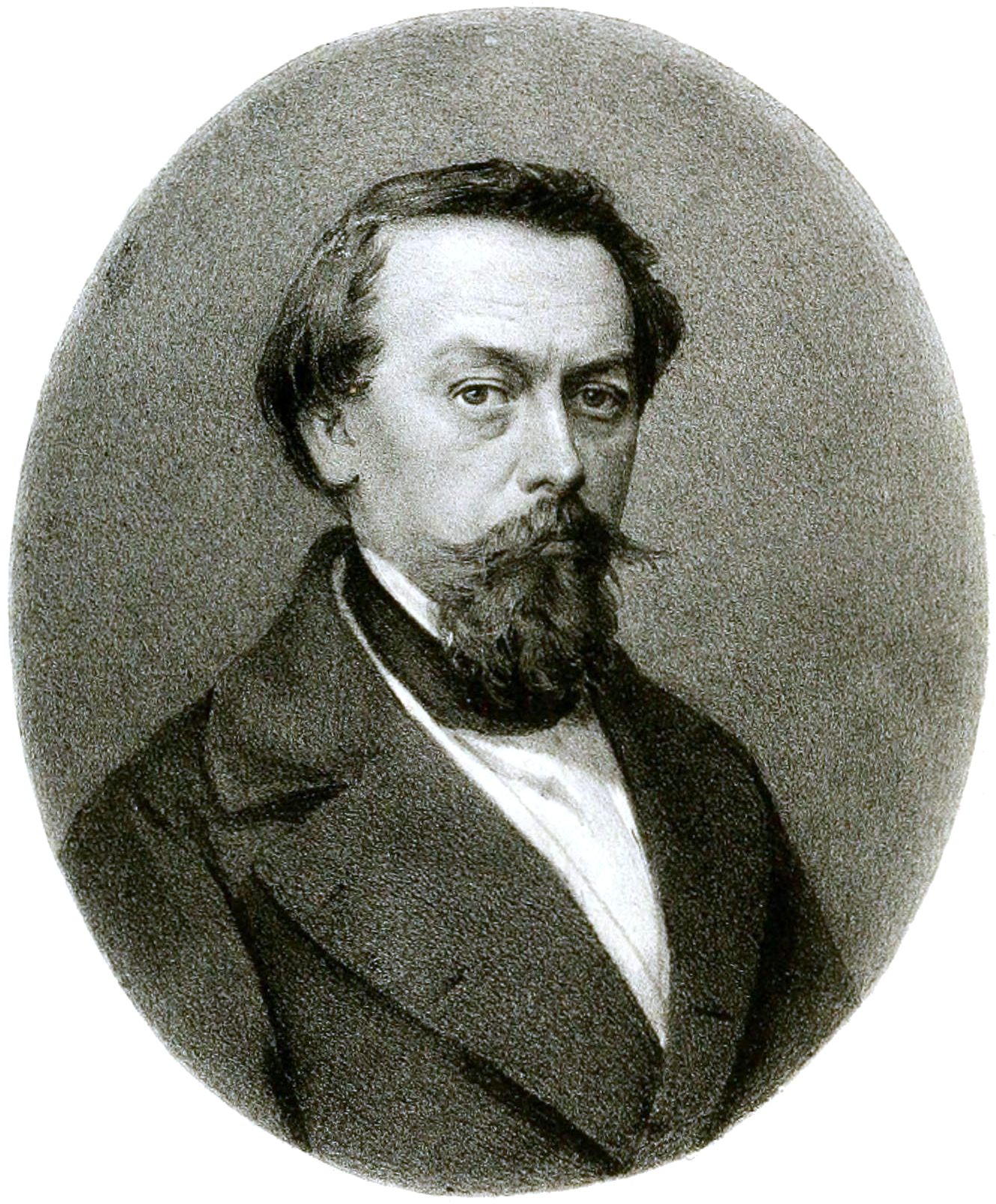
Ludwig Pfeiffer im Jahre 1856, aus: Malakozoologische Blätter, Band 3, 1857

Ludwig Georg Karl Pfeiffer, manchmal auch Louis Georg Karl Pfeiffer (* 4. Juli 1805 in Kassel; † 2. Oktober 1877 in Kassel) war ein kurhessischer, deutscher Arzt, Botaniker und Malakologe. Sein offizielles botanisches Autorenkürzel lautet „Pfeiff.“

## Leben und Wirken
Pfeiffer ist ein Sohn des Juristen Burkhard Wilhelm Pfeiffer. Er studierte von 1821 bis 1825 in Göttingen und Marburg Medizin. 1826 ließ er sich in Kassel als Arzt nieder und wurde 1828 Professor für Pathologie. Während des Novemberaufstandes in Polen 1831 war er Stabsarzt in der Armee der Aufständischen. Seine Tagebuchaufzeichnungen aus dieser Zeit wurden im Jahr 2000 veröffentlicht.
Aufgrund seiner naturwissenschaftlichen Interessen gab er seine medizinische Praxis auf. 1837 veröffentlichte er mit Enumeratio diagnostica Cactearum hucusque cognitarum ein erstes Werk über Kakteen, in dem er die in den deutschen Gärten kultivierten Arten und ihre Synonyme beschrieb. 1843 folgte ein weiteres, gemeinsam mit Christoph Friedrich Otto verfasstes Werk über Kakteen: Abbildung und Beschreibung blühender Cacteen.
Am 28. Oktober 1838 brach Pfeiffer gemeinsam mit Johannes Gundlach und Carl Friedrich Eduard Otto, dem Sohn von Christoph Friedrich Otto, von Hamburg aus nach Havanna auf, wo er am 5. Januar 1839 eintraf. Auf Kuba, wo er eigentlich Kakteen sammeln wollte, wandte er sich dann immer mehr der Aufsammlung von Conchylien zu.
1840 bis 1843 reiste er nach Paris, Ungarn, auf die Krainer und Kärntner Alpen und in die Gegenden von Fiume und Triest. Die Ergebnisse dieser Reisen finden sich in Monographia Heliceorum viventium und Symbola ad historiam heliceorum wieder.
Gemeinsam mit Karl Theodor Menke war er seit 1846 Herausgeber der Zeitschrift für Malakozoologie (ab 1854 Malakozoologische Blätter).
Seine von 1847 an erschienene Flora von Niederhessen und Münden ist die erste Flora dieses Gebietes.

## Ehrungen
1837 wurde Pfeiffer zum Mitglied der Leopoldina gewählt. 1841 wurde Pfeiffer von Félix Édouard Guérin-Méneville als Mitglied Nummer 226 der Société Cuvierienne vorgestellt.
Joseph zu Salm-Reifferscheidt-Dyck benannte ihm zu Ehren die Gattung Pfeiffera Salm-Dyck aus der Pflanzenfamilie der Kakteengewächse (Cactaceae). Auch die Gattung Pfeifferago Kuntze aus der Pflanzenfamilie der Cunoniaceae wurde nach ihm benannt.

## Schriften (Auswahl)

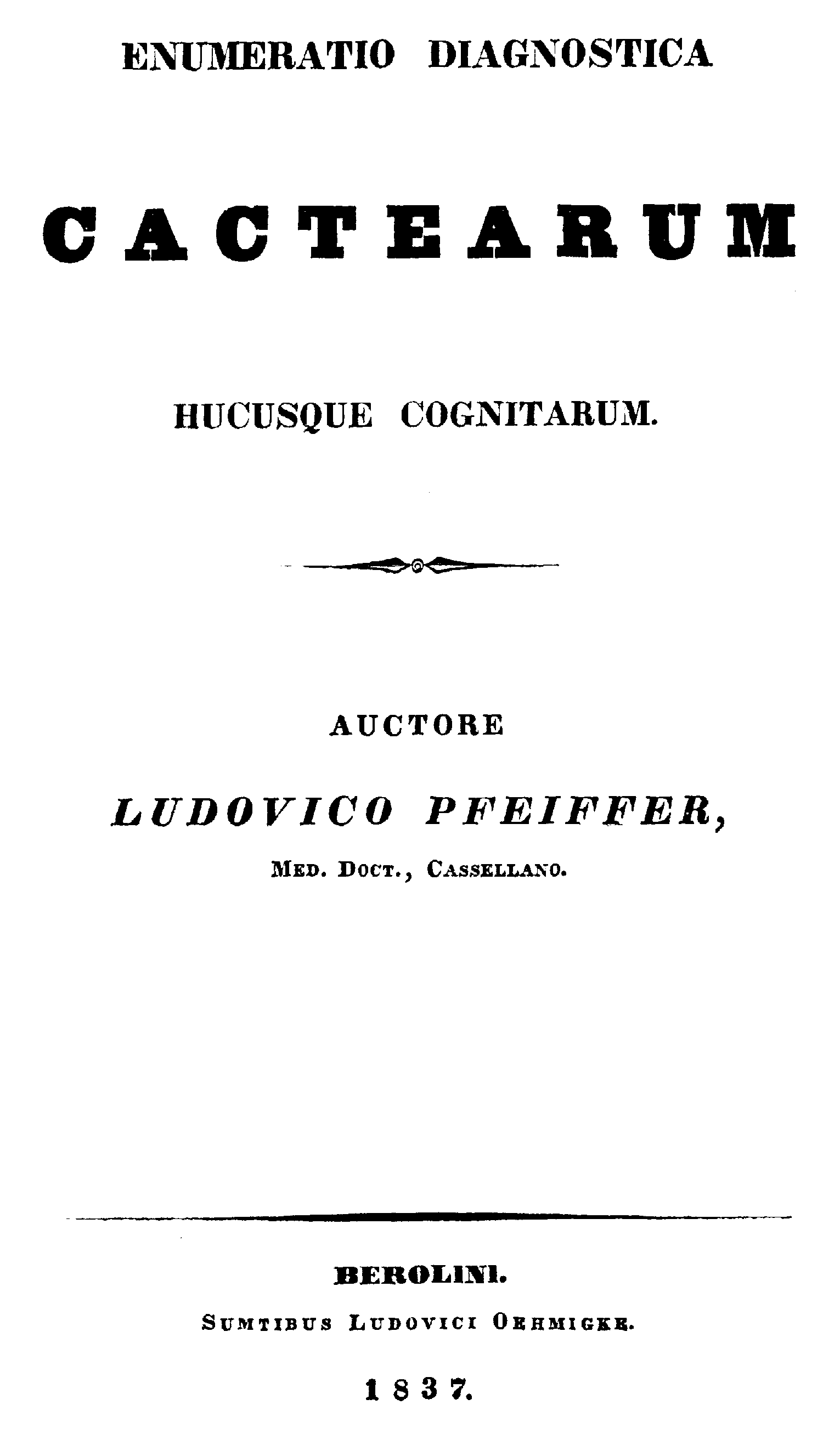
Titelseite von Enumeratio diagnostica Cactearum hucusque cognitarum

- Enumeratio diagnostica Cactearum hucusque cognitarum. Berlin 1837 (online).
  - Beschreibung und Synonymik der in deutschen Gärten lebend vorkommenden Cacteen : nebst einer Uebersicht der grösseren Sammlungen und einem Anhange über die Kultur der Cactuspflanzen. Berlin 1837 (online).
- Kritisches Register zu Martini und Chemnitz's Systematischem Konchylien-Kabinet. Kassel 1840
- Abbildung und Beschreibung blühender Cacteen. Kassel 1843–1850, 2 Bände (Band 1, Band 2) – mit Christoph Friedrich Otto.
- Symbola ad Historiam Heliceorum. Kassel 1841–1846, 3 Bände
- Uebersicht der bisher in Kurhessen beobachteten wildwachsenden und eingebürgerten Pflanzen. Kassel 1844 (Digitalisat).
- Flora von Niederhessen und Münden. Beschreibung aller im Gebiete wildwachsenden und im Grossen angebauten Pflanzen. Kassel 1847–1855
- Monographia Heliceorum viventium sistens descriptiones systematicas et criticas omnium hujus familiae generum et specierum hodie cognitarum. Leipzig 1848–1877, Band 1–8 (die die Landschnecken betreffenden Abteilungen von Philippis)
- Abbildungen und beschreibungen neuer oder wenig gekannter conchylien, unter mithülfe mehrerer deutscher conchyliologen. Kassel 1845–1851, 3 Bände – herausgegeben von Rudolf Amandus Philippi
- Monographia Pneumonopomorum viventium, accedente fossilium enumeratione. Supplementum tertium. Monographiae Auriculaceorum. Kassel 1852–1876, 3 Bände und 3 Anhänge
- Novitates conchologicae. Series prima. Mollusca extramarina. Beschreibung und Abbildung, neuer oder kritischer Land- und Süsswasser-Mollusken. Kassel 1854–1879 – mit Oskar Boettger
- Monographia Auriculaceorum viventium : sistens descriptiones systematicas et criticas omnium hujus familiae generum et specierum hodie cognitarum, nec non fossilium enumeratione : accedente proserpinaceorum nec non generis truncatellae historia. Kassel 1856
- Monographia Pneumonopomorum viventium. Sistens descriptiones systematicas et criticas omnium hujus ordinis generum et specierum hodie cognitarum, accedente fossilium enumeratione. Kassel 1856
- Synonymia botanica locupletissima generum, sectionum vel subgenerum ad finem anni 1858 promulgatorum. In forma conspectus systematici totius regni vegetabilis schemati Endlicheriano adaptati. Kassel 1870
- Nomenclator botanicus. Nominum ad finem anni 1858 publici juris factorum, classes, ordines, tribus, familias, divisiones, genera, subgenera vel sectiones designantium enumeratio alphabetica.  Adjectis auctoribus, temporibus, locis systematicis apud varios, notis literaris atque etymologicis et synonymis. 2 Bände, Kassel 1871–1875 (Band 1: Teil 1, Teil 2; Band 2: Teil 1, Teil 2).
- Nomenclator heliceorum viventium quo continetur nomina omnium hujus familiae generum et specierum hodie cognitarum disposita ex affinitate naturali Kassel 1879–1881

## Tagebuch
- Als Kasseler Arzt im Polnischen Freiheitskampf 1831: ein Tagebuch. (= Die Geschichte unserer Heimat Band 34) Hofgeismar 2000.